# Dunajské luhy
Dunajské luhy este o arie protejată (arie de protecție specială avifaunistică — SPA) din Slovacia întinsă pe o suprafață de 16.511,58 ha, integral pe uscat.

## Localizare
Centrul sitului Dunajské luhy este situat la coordonatele 47°54′32″N 17°34′48″E / 47.909012°N 17.580021°E.

## Înființare
Situl Dunajské luhy a fost declarat arie de protecție specială avifaunistică în iulie 2003 pentru a proteja 2 specii de plante și 26 de specii de animale.

## Biodiversitate
Situată în ecoregiunea panonică, aria protejată conține 12 habitate naturale: Cursuri de apă de la nivel de câmpie la nivel montan, cu vegetație Ranunculion fluitantis și Callitricho-Batrachion, Păduri panonice cu Quercus pubescens, Ape stătătoare oligotrofe până la mezotrofe, cu vegetație de Littorelletea uniflorae și/sau de Isoëto-Nanojuncetea, Liziere de ierburi înalte hidrofile de câmpie și de nivel montan până la alpin, Ape puternic oligomezotrofe cu vegetație bentonică cu Chara spp., Păduri mixte riverane de Quercus robur, Ulmus laevis și Ulmus minor, Fraxinus excelsior sau Fraxinus angustifolia, de-a lungul marilor râuri (Ulmenion minoris), Păduri panonice cu Quercus petraea și Carpinus betulus, Râuri cu maluri nămoloase cu vegetație de Chenopodion rubri p.p. și Bidention p.p., Lacuri eutrofice naturale cu vegetație de tip Magnopotamion sau Hydrocharition, Pajiști uscate seminaturale și facies de acoperire cu tufișuri pe substraturi calcaroase (Festuco-Brometalia) (* situri importante pentru orhidee), Fânețe de joasă altitudine (Alopecurus pratensis, Sanguisorba officinalis), Păduri aluvionare cu Alnus glutinosa și Fraxinus excelsior (Alno-Padion, Alnion incanae, Salicion albae).
La baza desemnării sitului se află mai multe specii protejate:
- plante (2): Apium repens, Cirsium brachycephalum
- păsări (19): pescăruș albastru (Alcedo atthis), Anas strepera strepera, fâsă-de-câmp (Anthus campestris), rață-cu-cap-castaniu (Aythya ferina), rața moțată (Aythya fuligula), Bucephala clangula, barză neagră (Ciconia nigra), erete de stuf (Circus aeruginosus), egretă mică (Egretta garzetta), codalb (Haliaeetus albicilla), stârc pitic (Ixobrychus minutus), pescăruș-cu-cap-negru (Larus melanocephalus), Mergellus albellus, gaia neagră (Milvus migrans), rață cu ciuf (Netta rufina), lăstun de mal (Riparia riparia), rață cârâitoare (Spatula querquedula), chiră de baltă (Sterna hirundo), fluierarul cu picioare roșii (Tringa totanus)
- amfibieni (2): buhai de baltă cu burta roșie (Bombina bombina), triton cu creastă dobrogean (Triturus dobrogicus)
- mamifere (3): castor (Castor fiber), vidră de râu (Lutra lutra), Microtus oeconomus mehelyi
- nevertebrate (2): Cucujus cinnaberinus, Osmoderma eremita

Pe lângă speciile protejate, pe teritoriul sitului au mai fost identificate 5 specii de amfibieni, 10 specii de mamifere, 2 specii de nevertebrate, 3 specii de reptile.